# 노래 조선
"노래 조선"은 한국에서 제작된 김상진 감독의 1936년 다큐멘터리 영화이다. 분도주차랑 등이 제작에 참여하였다.
1936년 4월 18일 개봉된 영화로 <춘향전>을 제작했던 '경성촬영소'에서 제작했다. OK레코드의 전속 가수 일행들이 일본 오사카에서 무대공연을 하였을 때에 촬영했던 필름과, 국내에서 촬영한 <웃음거리 춘향전>을 섞어서 편집한 영화였는데, 한국 최초의 음악영화라 할 수 있다. 감독 김상진(金尙鎭), 촬영 이명우(李明雨), 출연 이난영(李蘭影)·임생부(林生負) 등이다.